# The London Boys
Singles de David Bowie
I Dig Everything
(août 1966) The Laughing Gnome
(avril 1967)
The London Boys est une chanson de l'auteur-compositeur-interprète anglais David Bowie. 
Écrite en 1965 et enregistrée en version démo cette même année avec The Lower Third, elle ne sort au Royaume-Unique que le 2 décembre 1966 en face B du single Rubber Band, jouée avec son nouveau groupe The Buzz. C'est pour Bowie un nouvel échec commercial : le 45 tours n'entre pas au hit-parade britannique.
Sur une musique d'inspiration mod comme ses précédents singles, son texte sombre évoque une jeune fille de 17 ans qui a quitté la maison de ses parents pour Londres. Avide de rencontrer les « garçons de Londres », elle commence à se droguer pour s'intégrer.
Les biographes de Bowie et les critiques musicaux saluent désormais The London Boys comme l'un de ses meilleurs morceaux de l'époque. 
Après l'avoir fait revivre de manière inattendue lors de concerts en 2000, Bowie réenregistre la chanson cette même année pour le projet Toy, dans une version où la guitare est plus présente. Elle ne paraît qu'en 2021.

## Écriture et enregistrement
David Bowie écrit The London Boys au début de 1965 sous le titre Now You've Met the London Boys. Selon son biographe Kevin Cann, la chanson est bien accueillie lorsqu'il l’interprète en concert tout au long de cette année avec son groupe The Lower Third. Dans l'idée d'en faire son premier single, Bowie et les Lower Third l'enregistrent le 25 novembre aux studios Marble Arch. Mais son label Pye Records refuse le titre, en raison de son texte provoquant (cet enregistrement est considéré comme perdu). Le chanteur, comme son batteur Phil Lancaster en sont profondément blessés.
C'est finalement Can't Help Thinking About Me qui est choisi pour le premier single. Dans une interview par Melody Maker pour en faire la promotion en février 1966, Bowie évoque le titre : « Ça s'appelle Now You've Met the London Boys, ça parle de pilules, et globalement ça donne une vision sombre de la scène nocturne londonienne... Ça passe très bien sur scène et beaucoup de fans disent que j'aurais dû le sortir - mais Tony et moi avons pensé que le texte était un peu fort » .
Au cours de l'année suivante, Bowie continue à jouer la chanson en direct et en modifie paroles et arrangement. Après que Pye l'a congédié en septembre 1966, il en enregistre une nouvelle version avec son nouveau groupe The Buzz aux studios RG Jones de Londres le 18 octobre 1966. Lors de la session, financée par le futur manager de Bowie Kenneth Pitt, sont aussi gravées deux nouvelles chansons : Rubber Band et The Gravedigger (plus tard rebaptisée Please Mr. Gravedigger). Pitt apporte les bandes à Deram Records, la filiale pop progressive de Decca Records, qui choisit Rubber Band / The London Boys pour son premier single avec Bowie.

## Description
Contrairement à la face A Rubber Band et malgré le recours aux mêmes cuivres pour les deux titres, The London Boys s'inscrit dans la tonalité mod des précédents singles du chanteur. Sa réécriture s'inspire de Where Have All the Good Times Gone et de See My Friends des Kinks. La partition instrumentale est dominée par l'orgue et la basse, tandis qu'un tuba, un hautbois et une trompette fonctionnent comme un chœur. Chris O'Leary note de nombreux changements de tonalité au fil du morceau, qui oscille entre fa majeur et mi bémol majeur, vers des accords en fa dièse, fa mineur et fa majeur, pour finalement atteindre une finale en la majeur.
Dans le communiqué de presse qui accompagne sa sortie, Deram décrit le morceau comme « le camée en partie autobiographique de David Bowie en petit mod courageux et provocant qui remonte Wardour Street vers un paradis vide ». Marc Spitz y voit une « ballade de la gueule de bois », avec son évocation plutôt sombre d'une jeune fille de 17 ans qui a quitté la maison pour la capitale et qui, pour s'intégrer parmi les « garçons de Londres », se met à prendre des pilules de drogue. Pour James Perone, la chanson donne une vision plutôt désagréable du Swinging London du milieu des années 1960.

## Sortie
The London Boys est donc publié par Deram en tant que face B de Rubber Band au Royaume-Uni le 2 décembre 1966, sous le numéro de catalogue Deram DM107.  Le disque ne réussit pas plus à entrer dans les charts que les singles précédents de Bowie. Un journaliste de Disc, un magazine musical britannique, balaye la face A mais estime la face B « beaucoup plus impressionnante ». Ce jugement sera repris par Mark Spitz, qui la considére comme « de loin supérieur » à la face A et les éditorialistes du NME Roy Carr et Charles Shaar Murray écrivent eux aussi en 1981 : « La face B est une affaire beaucoup plus sérieuse, et probablement l'œuvre la plus émouvante et la plus pertinente que Bowie ait produite avant Space Oddity [1969]. Chanté à la deuxième personne à un jeune provincial qui serait un mod essayant de suivre les meneurs dans la grande ville, The London Boys est une représentation lente et angoissante de l'inévitable retour d'amphétamine de l'exaltation de My Generation ». Dans ses mémoires, Ken Pitt fait l'éloge du morceau : « J'ai pensé que c'était une chanson remarquable, et David y avait brillamment évoqué l'atmosphère de sa génération et de son Londres. 
Dans la version américaine du single, publiée le 27 mai 1967 avec une version réenregistrée de Rubber Band, c'est There Is a Happy Land (tirée comme la nouvelle version de la face A du premier album du chanteur, David Bowie (1967)) qui remplace The London Boys, écarté en raison de ses allusions à la drogue.
Au cours des décennies suivantes, les biographes de Bowie saluent The London Boys comme l'un de ses meilleurs morceaux de l'époque. Nicholas Pegg écrit qu'il « fait partie des enregistrements les plus sophistiqués de Bowie d'alors, qui y démontre la maturité de sa compréhension du rythme et de la dynamique ». Chris O'Leary estime que sa performance vocale est la plus forte jusqu'alors. Perone relève que la chanson préfigure les structures mélodiques et harmoniques complexes des œuvres de Bowie des années 1970.

## Postérité
Bowie envisage de réenregistrer la chanson pour son album de reprises Pin Ups en 1973, où il entremêlerait ses propres couplets avec des paroles d'autres reprises, « créant un récit reliant les sons de sa jeunesse », mais l'idée est abandonnée. Nicholas Pegg suggère que le cynisme des paroles de The London Boys se serait mal marié avec l'approche enthousiaste et premier degré du reste du disque.
En mai 1975 Decca réédite la chanson en face A, avec Love You till Tuesday en face B. Le titre est depuis apparu sur divers albums de compilation, dont The World of David Bowie (1970), Images 1966–1967 (1973) et The Deram Anthology 1966–1968 (1997),,. Les critiques d'AllMusic Alex Henderson et Richie Unterberger ont qualifié la piste de « vedette des compilations World et Images », y voyant  « un regard classique négligé sur le côté négatif de l'expérience de mod, et le meilleur des nombreux enregistrements obscurs [de Bowie] qui précède Space Oddity »,.

### Reprises
Parmi les artistes qui ont reprisla chanson figurent le groupe indépendant anglais The Times pour son album de 1983 I Helped Patrick McGoohan Escape et le chanteur anglais Marc Almond pour son album de 2007 Stardom Road. Bowie lui-même a écrit à celui-ci qu'il trouvait sa version supérieure à l'original.

### Toy
Bowie relance de manière inattendue The London Boy lors de sa tournée de l'été 2000. Peu après, il réenregistre le titre pendant les sessions du projet Toy entre juillet et octobre 2000, avec d'autres morceaux écrits et enregistrés au milieu des années 1960. La formation est celle qui l'accompagne alors en concert : le guitariste Earl Slick, la bassiste Gail Ann Dorsey, le pianiste Mike Garson, le musicien Mark Plati et le batteur Sterling Campbell, ainsi que l'instrumentiste Lisa Germano au violon et les choristes Holly Palmer et Emm Gryner. Coproduit par Bowie et Plati, le groupe répète les chansons aux Sear Sound Studios à New York avant de les enregistrer en direct. Plati s'abstient d'écouter les enregistrements originaux de Bowie, afin qu'ils ne l'influencent pas. Les overdubs sont enregistrés aux studios Looking Glass de New York.
Toy devait initialement sortir en mars 2001, avant d'être mis de côté par EMI / Virgin en raison de problèmes financiers.  L'ensemble est joué pour un concert spécial sur internet en 2000, et deux extraits paraissent en 2002 sur BowieNet, le site web du chanteur, l'un en juillet d'une durée de 1 min 26 s et l'autre en août d'une durée de 1 min 30 s. En mars 2011, des morceaux des sessions Toy, y compris The London Boys, sont divulgués en ligne.
Dix ans plus tard, en 2021, Warner Music Group publie officiellement l'ensemble dans Brilliant Adventure (1992–2001) via ISO et Parlophone,. Une édition de luxe séparée, intitulée Toy:Box, sortie le 7 janvier 2022,, contient deux nouveaux mix de la chanson : un « mix alternatif » et un mix « Unplugged and Somewhat Slightly Electric », avec de nouveaux parties de guitare de Plati et Slick,. Alexis Petridis dans The Guardian estime que le remake de The London Boys « perd quelque chose de sa qualité de drame d'évier de cuisine crasseux, au milieu du nouvel arrangement de guitare et de synthé déformé" » tandis que Helen Brown de The Independent note que la nouvelle version « remplace la panique plaintive de l'ambitieux garçon de Bromley par un récit doux et émouvant qui monte dans les bras d'un crescendo de cuivres ».

## Crédits
Selon Chris O'Leary :
| Now You've Met the London Boys (non publié et probablement perdu) - David Bowie – chant - Denis Taylor – guitare - Graham Rivens – basse - Phil Lancaster – batterie - Tony Hatch – piano | The London Boys (face B du single) - David Bowie – chant, producteur - Derek Boyes – orgue - Dek Fearnley – basse, producteur - John Eager – batterie - Chick Norton – trompette - Unknown musicians – tuba et hautbois | The London Boys (version Toy) - David Bowie – chant, producteur - Earl Slick – guitare principale - Gerry Léonard – guitare rythmique - Gail Ann Dorsey – basse, chœurs - Mike Garson – claviers - Marc Plati – basse, guitare rythmique, producteur - Sterling Campbell – tambours - Holly Palmier – chœurs - Emm Gryner – chœurs - Musiciens inconnus – hautbois, trompette, violon, alto, violoncelle - Tony Visconti – arrangement de cordes |